# Нагорне (Черняховський район)
Нагорне (рос. Нагорное) — селище Черняховського району, Калінінградської області Росії. Входить до складу Калузького сільського поселення.
Населення —  21 особа (2015 рік). 

## Населення
| 2002 | 2010 |
| ---- | ---- |
| 23   | ↘21  |